# 博士の異常な鼎談
博士の異常な鼎談（はかせのいじょうなていだん）は、2009年4月2日から2010年3月25日まで放送されていた時事対談番組。サブタイトルは『Dr.Strangetalk』。
ソニー・ミュージックエンタテインメントが、2009年4月より東京メトロポリタンテレビジョン及びtvkでスタートさせたプロジェクト「E!TV」のうちの一番組である。

## 概要
2008年12月末までインターネット映像配信サイト・ミランカで配信されていた、『博士も知らないニッポンのウラ』を前身とする対談番組。通常の地上波テレビでは取り扱えない「際どい」内容を扱う。番組のスタイルや出演者、スタッフも殆ど前身の『ニッポンのウラ』を踏襲している。番組が終了する際には「また同じメンバーで同じ内容の番組をやりましょう」という挨拶が交わされるが、それが実現した例がないのがテレビ業界の常識であった。しかし当番組はそれが実現した希有な例であり、第1回冒頭でもホストの2人が「本当に珍しい」と語っていた。
サブタイトルの『Dr.Strangetalk』は、当番組タイトルの元となった映画『博士の異常な愛情』の原題「Dr.Strangelove」に因んだもの。

## 出演者
- 水道橋博士（浅草キッド）
- 宮崎哲弥

## 放送リスト
|     | テーマ | ゲスト                                   | 放送日         |
| --- | --- | ---------------------------------------- | -------------- |
| 001 | 徹底抗戦！ライブドア事件                                                                                       | 堀江貴文（元ライブドア社長）             | 2009年4月2日   |
| 002 | 徹底抗戦！ライブドア事件                                                                                       | 堀江貴文（元ライブドア社長）             | 2009年4月9日   |
| 003 | 元裁判官が明かす裁判のウラ                                                                                     | 井上薫（元横浜地裁裁判官）               | 2009年4月16日  |
| 004 | 元裁判官が明かす裁判のウラ                                                                                     | 井上薫（元横浜地裁裁判官）               | 2009年4月23日  |
| 005 | オバマ政権100日 どうなる? アメリカ                                                                             | 町山智浩（映画評論家）                   | 2009年4月30日  |
| 006 | オバマ政権100日 どうなる? アメリカ                                                                             | 町山智浩（映画評論家）                   | 2009年5月7日   |
| 007 | 小沢一郎の真実                                                                                                 | 松田賢弥（ジャーナリスト）               | 2009年5月14日  |
| 008 | 小沢一郎の真実                                                                                                 | 松田賢弥（ジャーナリスト）               | 2009年5月21日  |
| 009 | 政界再編で実現！ 脱・官僚国家                                                                                  | 渡辺喜美（政治家）                       | 2009年5月28日  |
| 010 | 政界再編で実現！ 脱・官僚国家                                                                                  | 渡辺喜美（政治家）                       | 2009年6月4日   |
| 011 | この人のインタビューが今アツい！                                                                               | 吉田豪（プロインタビュアー）             | 2009年6月11日  |
| 012 | この人の本が今アツい！                                                                                         | 吉田豪（プロインタビュアー）             | 2009年6月18日  |
| 013 | デーブ・スペクターの真実                                                                                       | デーブ・スペクター（TVプロデューサー）   | 2009年6月25日  |
| 014 | 日米テレビ文化論                                                                                               | デーブ・スペクター（TVプロデューサー）   | 2009年7月2日   |
| 015 | マイケル・ジャクソン=小沢一郎 同一人物説                                                                       | 西寺郷太（ミュージシャン）               | 2009年7月9日   |
| 016 | マイケル・ジャクソン=小沢一郎 同一人物説                                                                       | 西寺郷太（ミュージシャン）               | 2009年7月16日  |
| 016 | 共感覚を持つ天才中野裕太・天才討論会                                                                           | 中野裕太（俳優、モデル）                 | 2009年7月16日  |
| 017 | 共感覚を持つ天才中野裕太・天才討論会                                                                           | 中野裕太（俳優、モデル）                 | 2009年7月23日  |
| 018 | 大川豊の突撃レポート傑作選                                                                                     | 大川豊（大川興業総裁）                   | 2009年7月30日  |
| 019 | 大川豊の突撃レポート傑作選                                                                                     | 大川豊（大川興業総裁）                   | 2009年8月6日   |
| 019 | 「金正日の料理人」秘録                                                                                         | 藤本健二（自称・元金正日専属料理人）     | 2009年8月6日   |
| 020 | 「金正日の料理人」秘録                                                                                         | 藤本健二（自称・元金正日専属料理人）     | 2009年8月13日  |
| 021 | ネットはテレビを殺すのか？                                                                                     | 土屋敏男（TVプロデューサー）             | 2009年8月20日  |
| 022 | テレビと動画配信の未来                                                                                         | 土屋敏男（TVプロデューサー）             | 2009年8月27日  |
| 023 | 福岡伸一特別講義「生命とは何か」                                                                               | 福岡伸一（分子生物学者）                 | 2009年9月3日   |
| 024 | 福岡伸一特別講義「生命とは何か」                                                                               | 福岡伸一（分子生物学者）                 | 2009年9月10日  |
| 025 | 政権交代で日本は変われるか                                                                                     | 有馬晴海（政治評論家）                   | 2009年9月17日  |
| 026 | 政権交代で日本は変われるか                                                                                     | 有馬晴海（政治評論家）                   | 2009年9月24日  |
| 027 | 大丈夫か!?鳩山内閣の外交安保                                                                                   | 青山繁晴（独立総合研究所代表取締役社長） | 2009年10月1日  |
| 028 | 大丈夫か!?鳩山内閣の外交安保                                                                                   | 青山繁晴（独立総合研究所代表取締役社長） | 2009年10月8日  |
| 029 | 「テレビは見てはいけない」最新の洗脳術                                                                         | 苫米地英人（脳機能学者）                 | 2009年10月15日 |
| 030 | Googleを買収するのは私「キーホールTV」の未来                                                                   | 苫米地英人（脳機能学者）                 | 2009年10月22日 |
| 031 | 元管理人が語る2ちゃんねるのウラ                                                                                | 西村博之（元2ちゃんねる管理人）          | 2009年10月29日 |
| 032 | 元管理人が語る2ちゃんねるのウラ                                                                                | 西村博之（元2ちゃんねる管理人）          | 2009年11月5日  |
| 033 | 新型インフルエンザの真実                                                                                       | 外岡立人（医学博士、元小樽市保健所長）   | 2009年11月12日 |
| 034 | 新型インフルエンザの真実                                                                                       | 外岡立人（医学博士、元小樽市保健所長）   | 2009年11月19日 |
| 035 | 「スプーン曲げ」エスパー清田くんの真実                                                                         | 清田益章（脱・超能力者）                 | 2009年11月26日 |
| 036 | 「スプーン曲げ」エスパー清田くんの真実                                                                         | 清田益章（脱・超能力者）                 | 2009年12月3日  |
| 037 | 総選挙「東国原劇場」の舞台裏                                                                                   | 東国原英夫（宮崎県知事）                 | 2009年12月10日 |
| 038 | 「そのまんま東」から「宮崎県知事」までの歩み                                                                   | 東国原英夫（宮崎県知事）                 | 2009年12月17日 |
| 039 | 政治家 東国原英夫の「日本列島改造論」                                                                          | 東国原英夫（宮崎県知事）                 | 2009年12月24日 |
| 040 | 脳機能学者苫米地英人名言集                                                                                     | 苫米地英人（脳機能学者）                 | 2009年12月31日 |
| 041 | 宇多丸の半生から見るサブカル40年史 ライムスター宇多丸流 映画のウラ                                             | 宇多丸（ミュージシャン、DJ）             | 2010年1月7日   |
| 042 | 宇多丸の半生から見るサブカル40年史 ライムスター宇多丸流 映画のウラ                                             | 宇多丸（ミュージシャン、DJ）             | 2010年1月14日  |
| 043 | 宇多丸の半生から見るサブカル40年史 ライムスター宇多丸流 映画のウラ                                             | 宇多丸（ミュージシャン、DJ）             | 2010年1月21日  |
| 044 | 地球温暖化問題の真実                                                                                           | 武田邦彦（中部大学教授）                 | 2010年1月28日  |
| 045 | 地球温暖化問題の真実                                                                                           | 武田邦彦（中部大学教授）                 | 2010年2月4日   |
| 046 | Twitterが世界を変える                                                                                          | 津田大介（メディアジャーナリスト）       | 2010年2月11日  |
| 047 | Twitterが世界を変える                                                                                          | 津田大介（メディアジャーナリスト）       | 2010年2月18日  |
| 048 | 政治を裏事情で読み解く 鳩山政権を科学する                                                                      | 高橋洋一（元財務官僚、元内閣参事官）     | 2010年2月25日  |
| 049 | 政治を裏事情で読み解く 鳩山政権を科学する                                                                      | 高橋洋一（元財務官僚、元内閣参事官）     | 2010年3月4日   |
| 050 | 政治を裏事情で読み解く 鳩山政権を科学する                                                                      | 高橋洋一（元財務官僚、元内閣参事官）     | 2010年3月11日  |
| 051 | マスメディアに未来はあるか 新聞編 電子書籍リーダーKindleが出版界を変える!? マスメディアに未来はあるか テレビ編 | 佐々木俊尚（ジャーナリスト）             | 2010年3月18日  |
| 052 | マスメディアに未来はあるか 新聞編 電子書籍リーダーKindleが出版界を変える!? マスメディアに未来はあるか テレビ編 | 佐々木俊尚（ジャーナリスト）             | 2010年3月25日  |

## 放送局
| 放送対象地域 | 放送局   | 系列      | 放送日時                 | 備考       |
| ------------ | -------- | --------- | ------------------------ | ---------- |
| 東京都       | TOKYO MX | 独立UHF局 | 木曜 23時30分 - 24時00分 | 同時ネット |
| 神奈川県     | tvk      | 独立UHF局 | 木曜 23時30分 - 24時00分 | 同時ネット |

※なお、4:3アナログ回線でのネットとなっているため、ネット受けとなる局では画質、音質の差が大きい
（原則TOKYO MX発局、不定期にtvkから発局となる）

## スタッフ
- 構成：松崎まこと、山際良樹
- ロケ技術：小山茂明（ウイウイスタヂオ）
- 美術：森つねお（TACreate）
- タイトル：安田達夫
- 編集：徳澤聖（e-naスタジオ）
- MA：吉村良太郎（e-naスタジオ）
- 音効：福永真弓（フリーダム・オブ・ザック）
- ヘアメイク：松永美由記（Hidden）
- AP：相沢直、志水大介
- 演出・ディレクター：飯島冬貴、世良田佳男、鷹中亮介、板垣忠彦
- プロデューサー：杉山剛、佐野弘明、小西寛
- 制作協力：K-max
- 制作・著作：Sony Music